# Buddova zátoka
Buddova zátoka je nejjižnější částí Pugetova zálivu. Na jejím jižním břehu se nachází hlavní město státu Washington, Olympia. Právě tam bylo dno zátoky vybagrováno, aby zde mohl vzniknout mořský přístav. Ten se nachází zhruba 50 km od Tacomy a 90 kilometrů od Seattlu.
Zátoku pojmenoval při své expedici Charles Wilkes po kapitánu lodí Peacock a Vincennes, Thomasi A. Buddovi. Po něm je také pojmenováno Buddovo pobřeží na Aljašce.